# Solomon Abramovič Šuster
Solomon Abramovič Šuster (in russo Соломон Абрамович Шустер?; Leningrado, 9 maggio 1934 – Berlino, 1º settembre 1995) è stato un regista sovietico.

## Filmografia parziale

### Regista
- Den' priёma po ličnym voprosam (1974)
- Sergej Ivanovič uchodit na pensiju (1980)